# Oulankajoki
Oulankajoki (rus. Оланга) je rijeka u Finskoj i Rusiji (Republika Karelija). Dio je porječja Kovde. Oulankajoki se ulijeva u jezero Pjaozero u Republici Kareliji u Rusiji, koje se kroz Kovdu prazni prema Bijelom moru. Njegova duljina unutar Rusije iznosi 67 km, a površina porječja 5670 km2.

## Vanjske poveznice
|  | Zajednički poslužitelj ima još gradiva o temi Oulankajoki |